# Янгибаев, Бахадир Янгибаевич
Янгибаев Бахадир Янгибаевич (родился в 1960 году в Берунийском районе) — Председатель Совета Министров Республики Каракалпакстан в 2006—2016 годах. С октября 2016 года работает хокимом Шуманайского района Республики Каракалпакстан

## Биография
- Образование высшее. Окончил Ташкентский институт автомобильных дорог и Ташкентский государственный экономический университет.
- По специальности инженер-строитель, экономист. Трудовую деятельность начал в 1982 году после окончания института на должности мастера Берунийского дорожно-ремонтного строительного управления.
- С 1982 года по 1993 годы работал на различных должностях молодёжных и партийных комитетов.
- С 1993 года по 1995 год инспектор по кадрам, начальник экономическо-аналитического отдела Каракалпакского отделения Акционерно-коммерческого «Тадбиркорбанка».
- В 1995 - 1996 годы Помощник Председателя Совета Министров Республики Каракалпакстан.
- С 1996 года по 1999 годы первый заместитель председателя главного управления Центрального Банка Республики Узбекистан по Каракалпакстану.
- 1999 - 2002 годы управляющий регионального филиала в Республике Каракалпакстан акционерно-коммерческого «Галлабанка» Республики Узбекистан.
- С 2002 года по 2006 годы Министр Финансов Республики Каракалпакстан.
- В 2006 - 2016 годах работал в должности Председателя Совета Министров Республики Каракалпакстан.
- С 2016 - 2024 года — хоким Шуманайского района.